# Vadon János
Vadon János (Budapest, 1970. május 17. –) televíziós és rádiós műsorvezető.

## Szakmai életútja
Diáktársulatként három abszurd humort kedvelő társával együtt alkották a Télapó Színház nevű formációt, kezdetben szűkebb iskolai környezetben (a Pesti Barnabás Élelmiszeripari Szakközépiskolában), később már szórakozóhelyeken, kisebb színházakban (előbb a Crazy Cafe színháztermében, később a Pinceszínház és a Kolibri Színház pince termében) Télapó Akciócsoport néven tartották előadásaikat.
A 2000-es évek elején a Kalapács együttes Ösztön (2002) és Totem (2003) című albumokhoz írt dalszövegeket.
A televízióban először az HBO Mennyi? 30! című műsorában láthatták, ahol több Télapó Akciócsoportos jelenetet is előadott. A műsornak szereplője, és szerkesztője is volt. Az egykori Z+ zenetévénél Sebestyén Balázzsal vezette a Zúzda c. metálzenei műsort, később a Radio Deejay műsorvezetője volt. 2008-ban a Celeb vagyok, ments ki innen! című valóság-showt, majd 2009-ben Kalandra fal! című sztárvetélkedőt vezették Sebestyén Balázzsal együtt a televízióban. Szerkesztője volt az RTL Klub Széf és Kész átverés című műsorainak.
2009-től Sebestyén Balázzsal és Rákóczi Ferivel közösen vezették előbb az egykori Danubius Rádió, majd a Class FM, végül a Rádió 1 reggeli műsorát, de 2023. december 11-én bejelentette, hogy felhagy a rádiózással.
2022-ben a Spektrumon indult Várfoglalók címmel műsora.
2025-ben átvette Szépréthy Roland helyét és a Sztárbox kommentátora lett Kovács István mellett.

## Magánélete
Családjával Pestszentlőrincen élnek, felesége Kelen Mónika, lányuk Vadon Virág Hajnalka. Vadon János hobbija a sziklamászás, szeret futni, olvasni, filmet nézni.

## Díjai
- Story Ötcsillag-díj (2009, 2015)